# Stevenson (Washington)
Stevenson és una població dels Estats Units i seu del comtat de Skamania a l'estat de Washington. Segons el cens del 2000 tenia 1.200 habitants.

## Demografia
Segons el cens del 2000, Stevenson tenia 1.200 habitants, 474 habitatges, i 307 famílies. La densitat de població era de 313,1 habitants per km².
Dels 474 habitatges en un 31,6% hi vivien nens de menys de 18 anys, en un 46,2% hi vivien parelles casades, en un 14,6% dones solteres, i en un 35,2% no eren unitats familiars. En el 29,5% dels habitatges hi vivien persones soles el 10,1% de les quals corresponia a persones de 65 anys o més que vivien soles. El nombre mitjà de persones vivint en cada habitatge era de 2,41 i el nombre mitjà de persones que vivien en cada família era de 2,95.
Per edats la població es repartia de la següent manera: un 25,1% tenia menys de 18 anys, un 9,8% entre 18 i 24, un 25,8% entre 25 i 44, un 25,5% de 45 a 60 i un 13,9% 65 anys o més.
L'edat mediana era de 39 anys. Per cada 100 dones de 18 o més anys hi havia 87,7 homes.
La renda mediana per habitatge era de 31.979 $ i la renda mediana per família de 38.750 $. Els homes tenien una renda mediana de 36.042 $ mentre que les dones 25.893 $. La renda per capita de la població era de 15.602 $. Aproximadament el 17,8% de les famílies i el 22,8% de la població estaven per davall del llindar de pobresa.

## Poblacions més properes
El següent diagrama mostra les poblacions més properes.